# Ash Riser
Ash Winston Riser (né le 29 août 1989 et mort le 12 juin 2021) aussi connu sous son nom de scène original Ashtrobot, est un artiste américain et un producteur de musique originaire de Los Angeles, en Californie. Il commence sa carrière musicale à 15 ans, en formant un groupe de rock, les « P!stol P!stol ». À cause de différends entre les membres, le groupe se sépare en 2009 et Riser se concentre alors sur la production musicale, notamment sur la musique électronique et le hip-hop, au-delà d'autres genres. Plus tard, Riser commence à travailler avec son ami de longue date Derek Ali, du label Top Dawg Entertainment, qui le présente au rappeur de la côte Ouest Kendrick Lamar, avec qui il commencera une longue collaboration. À la suite de cela, Riser signe un accord commercial avec le label du producteur musical israélien Borgore, Buygore, et un accord de production avec Chest Rockwell Entertainment. Riser a produit plusieurs concerts à guichets fermés avec d'autres artistes du même label comme ETC! ETC!, Kennedy Jones, Ookay, Flinch, Protohype et Dirtyphonics.

## Carrière musicale
Ash Winston Riser est né le 29 août 1989 à Redondo Beach, en Californie. C'est là qu'il commence la musique, en fondant son groupe de rock « P!stol P!stol » à l'âge de 15 ans. Le groupe, composé de camarades de classe, a initialement commencé comme cover band, reprenant des morceaux de Weezer et des Strokes, ainsi que d'autres groupes. Le premier projet sérieux du groupe (intitulé P!stol P!stol), fût un grand succès avec des apparitions dans l'émission The Drop sur Sí TV (aujourd'hui NuvoTV) et sur la chaîne ESPN. Pendant leur collaboration, le groupe sort un album intitulé The Cause. Cependant, à cause de différences entre les différents membres du groupe, le groupe se sépare en 2009. Après la rupture du groupe, Riser décide de passer beaucoup de temps en studio, pour travailler son style et ses propres sonorités, en produisant principalement de la Bass music.
Alors qu'il se concentre sur ses productions après la rupture du groupe, Riser reçoit un appel téléphonique de son ami de longue date qu'il avait rencontré à l'école, Derek Ali, plus connu sous le nom de MixedByAli, l'ingénieur-mixeur résident du label indépendant de la côte ouest Top Dawg Entertainment (TDE). Ali demande à Riser de venir au studio pour enregistrer sa voix aux côtés d'un artiste qu'Ali produit, Kendrick Lamar, un rappeur basé à Compton. Lamar et Riser ont immédiatement développé une synergie importante en travaillant ensemble, Lamar trouvant la voix de Riser très originale et complémentaire à la sienne. Lamar apprécie que Riser utilise sa voix pour donner plus de corps aux pistes qu'ils travaillent. En 2009, Riser apparaît au début de l'extended play (EP) de Lamar The Kendrick Lamar EP, sur une piste bonus intitulée Determined. Lamar et Riser ont par la suite poursuivi leur collaboration; en 2010, sur le projet Overly Dedicated de Lamar, où Riser apparaît sur la chanson Barbed Wire. En 2011, Riser apparaît sur le projet de Lamar, Section.80, apposant sa voix sur les pistes Keisha's Song et Ronald Reagan Era.
En juillet 2011, Riser réalise un EP sous son label, D.R.E.A.M. Brigade Recordings. L'EP, intitulé 21st Century Electric Church Music, est une compilation de musiques de différents artistes, qui inclut la piste de Riser, Ghetto Blastuh. À la suite de cela, Riser commence à collaborer avec Ab-Soul, ami du label TDE et membre du supergroupe de rap de Lamar, Black Hippy. Riser apparait sur la piste Beautiful Death, issue du projet de 2012 d'Ab-Soul Control System. En 2013, Riser signe un accord d'enregistrement avec Buygore, le label du producteur de musique Israëlien Borgore, ainsi qu'avec sa société de management Buygore Management. Dans la même période, Riser signe également un accord de production avec Chest Rockwell Entertainment, fondé par Greg Ogan et Spencer Neezy. 
Le 22 avril 2015, Riser réalise un EP, Modern Medicine, qu'il a intégralement mixé, masterisé, produit et enregistré lui-même,,. En juin 2015, quand on lui demande s'il est toujours en collaboration avec Buygore, Riser a répondu : « Plus depuis 2014 »[réf. nécessaire].
Le 22 juin 2016, Riser réalise son 3ème EP de l'année, R.I.S.E., qui inclut des productions de 808 Mafia, Metro Boomin, Sonny Digital, TM88 et Zaytoven.

## Discographie

### Albums studio
- Ghosts (2017, auto-réalisation/sans label, format digital)

### EPs
- Doc Brown and the Kids (29 Août 2012, Archwood Music/D.R.E.A.M., format digital)[9]
- Vs. The World EP Pt. 1 (9 septembre 2013, auto-réalisation/sans label, format digital)[10]
- Vs. The World EP Pt. 2 (16 septembre 2013, auto-réalisation/sans label, format digital)[11]
- Modern Medicine (22 avril 2015, auto-réalisation/sans label, format digital)[12]
- Home (7 janvier 2016, auto-réalisation/sans label, format digital)
- Late Praise (20 juin 2016, auto-réalisation/sans label, format digital)[13]
- R.I.S.E. (22 juin 2016, auto-réalisation/sans label, format digital)[8]

### Singles
En tant qu'artiste principal
- Ghetto Blastuh (2011, album 21st Century Electric Church Music)[14]
- 160 Levels ft. Mychael K (2012)[15]
- Lay Low (10 juin 2019)[16]

En tant que featuring
- Rock me, Chris Moody ft. Ashtrobot (2012)[17]
- Get store, Atom Pushers & Choppa Dunks ft. Ash Riser (2014)[18]

### Apparitions
- Follow me, Jupiter Rising (2009, The Quiet Hype)[19]
- Determined, Kendrick Lamar (2009, The Kendrick Lamar EP)[20]
- Barbed Wire, Kendrick Lamar (2010, Overly Dedicated)[21]
- Ronald Reagan Era, Kendrick Lamar (2011, Section.80)[22]
- Keisha's Song (Her Pain), Kendrick Lamar (2011, Section.80)[22]
- Beautiful Death, Ab-Soul & Punch (2012, Control System)[23]
- Erykah's Lament, Tae Beast & Ben Freedlander (2012, The Tae Beast Tape 2)
- Honeymoon, Champagne Drip (2014, Bikini Radio)
- Never Wanna Leave, Sikdope (2014)[24]
- Wesley's Theory, Kendrick Lamar (2015, To Pimp a Butterfly)[25]
- London to LA, Swindle (2015, Peace, Love & Music)[26]
- God Said Trap (King Trappy III), Jay IDK  (2015, Sub Trap)[27]
- Leave It Behind, Virtual Riot & 12th Planet (2016, Chemistry EP)[28]

### Remixes
2010
- Glaciers (Ashtrobot remix), par Her Majesty & the Wolves[29]

2011
- When I Look At You (Ashtrobot remix), par Emalkay[30]
- She Will (Ashtrobot remix), par Lil Wayne[31]
- Beg For Mercy (Ashtrobot remix), par Adam Lambert
- Purple Swag (Ashtrobot remix), par ASAP Rocky

2014
- Oakland (Ash Riser remix), par Vell[32]
- No Type (Ash Riser remix), par Rae Sremmurd[33]

2015
- Run Ricky Run (Ashtrobot remix), par Manolo Rose[34]